# Daghestan
Daghestan este o republică autonomă din componența Federației Ruse, situată în zona Caucazului. Se învecinează la est cu Marea Caspică, la sud cu Azerbaidjan, la sud-vest cu Georgia, la vest cu Cecenia, la nord cu Kalmîkia. Capitala Republicii Daghestan este orașul Mahacikala. 

## Demografie
Structura etnică, conform recensământului din 2010
     Avari (29,4%)
     Darghini (17%)
     Kumâci (14,9%)
     Lezghini (13,3%)
     Lakți (5,6%)
     Azeri (4,5%)
     Tabasarani (4,1%)
     Ruși (3,6%)
     Alții (7,6%)
Populația este majoritar musulmană, fiind formată din mai multe etnii, niciuna nedeținînd majoritatea: avari, rutuli, lezghini, nogai, ceceni, ruși.